# Angtoria

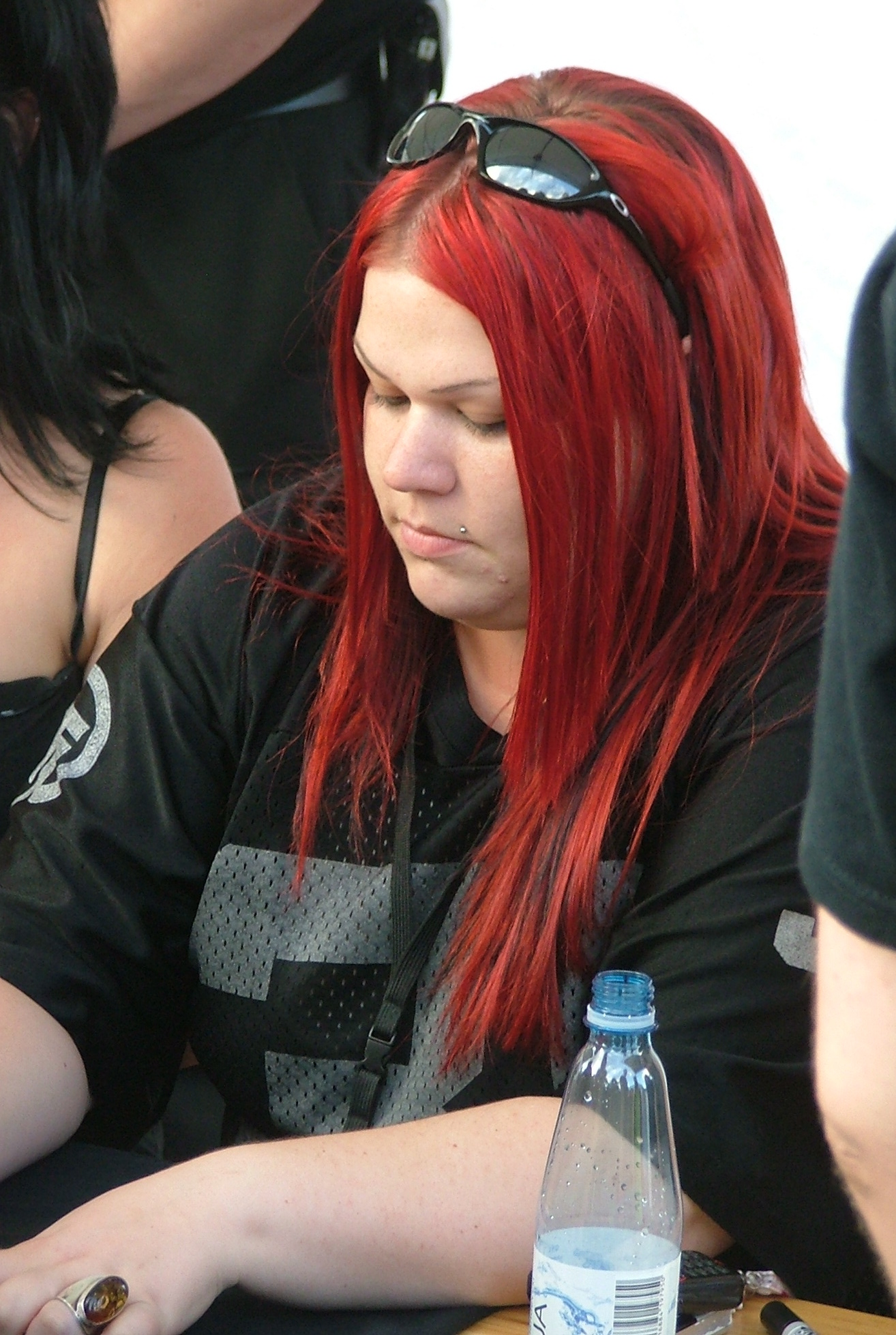
Sarah Jezebel Deva, sångare och ena av bandets två grundare

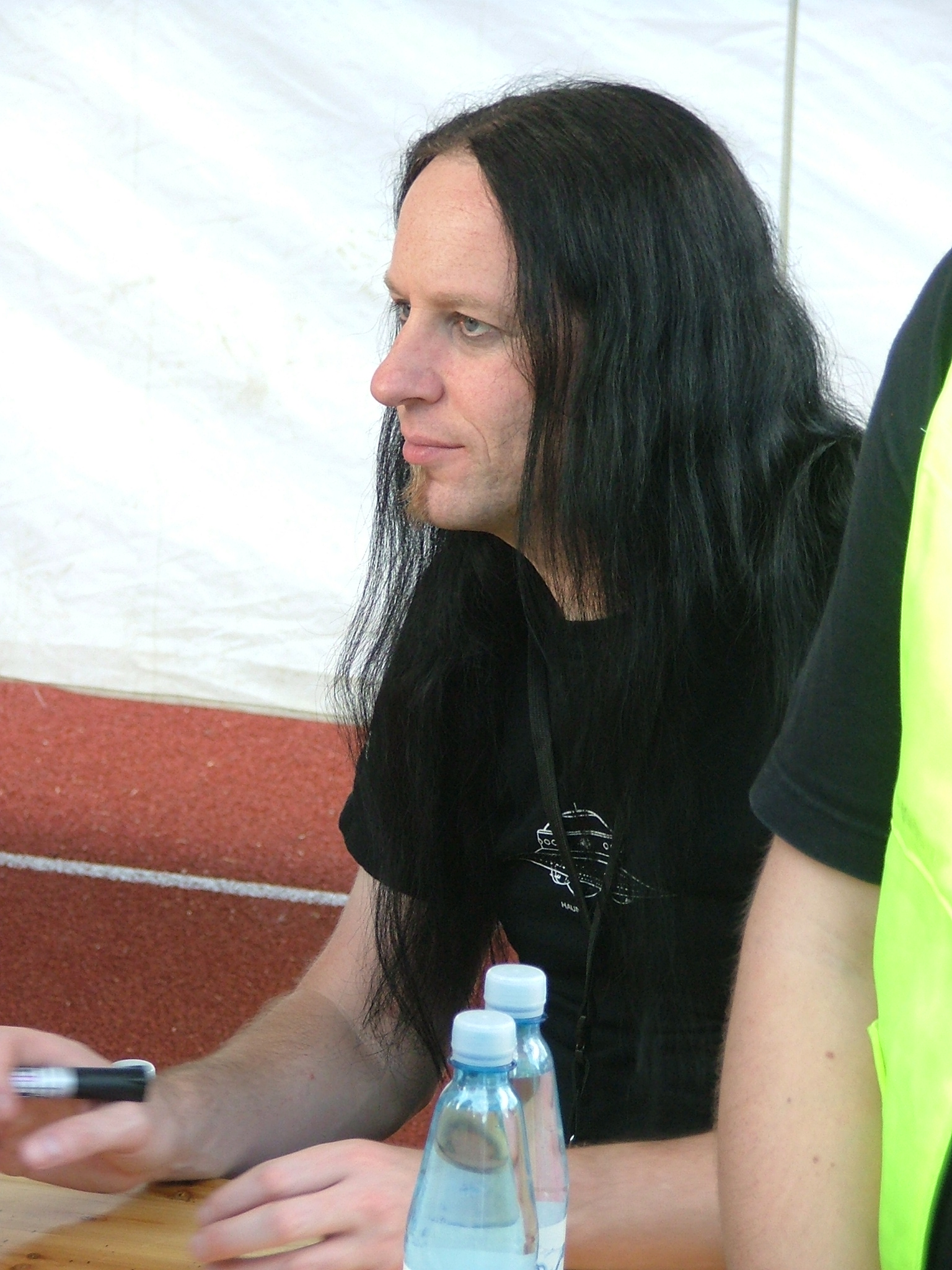
Dave Pybus

Angtoria är ett symphonic metal-band med engelsk/svenskt ursprung. Bandet kan också sägas spela gothic metal.
Bandets historia kan spåras till november 2001, då engelskan Sarah Jezebel Deva (sång) mötte svensken Chris Rehn (gitarr och keyboard) för första gången. De upptäckte att de delade samma ambitioner; båda ville arbeta med ett orkesterprojekt. Detta ledde i sin tur till att Deva och Rehn inledde ett samarbete. Ett år senare spelade de in en demo i Sundsvall.
Responsen var god och Deva och Rehn började tala om att starta ett band tillsammans. De tänkte sig att bandet skulle vara i samma orkesterliknande atmosfär som demoskivan men med tyngden ifrån heavy metal (jämför symphonic metal). Rehn och Deva lade således sitt orkesterprojekt på is för att fokusera på bandet. Den nya demoskivan spelades, likt den förra, in i Sundsvall. Den här gången medverkade även Chris bror, Tommy Rehn (gitarr och keyboard), tidigare Moahni Moahna. Denne anslöt sig senare permanent till Devas och Chris Rehns band, och så föddes Angtoria 2004. Året därpå fick bandmedlemmarna skivkontrakt med det franska skivbolaget Listenable Records.
Inspelningen av debutalbumet, God Has a Plan for Us All, påbörjades november 2005. Andreas Brobjer hyrdes in för att spela trummor och basisten Dave Pybys ifrån bandet Cradle of Filth anslöt sig. Albumet släpptes i april 2006 på Listenable Records. Bandets permanenta trummis blev John Henriksson. 
Sarah Jezebel Deva är också känd för att vara bakgrundssångerska i bandet Cradle of Filth.
Sarah Jezebel Deva har också sagt att bandet ska samlas för att spela in en ny skiva, men då under ett annat namn. (2012) Sara Jezebel Deva födde en son 2014.

## Medlemmar
Senaste medlemmar
- Sarah Jezebel Deva (f. Sarah Jane Ferridge 25 februari 1977 i London) – sång (2001–?)
- Christian Rehn (f. Bror Christan Rehn 29 juni 1978) – gitarr, keyboard, basgitarr, programmering (2001–?)
- Tommy Rehn (f. Per Tommy Rehn 27 augusti 1970 i Huddinge församling) – gitarr, keyboard, programmering (2004–?)
- Dave Pybus (f. 4 juni 1970) – basgitarr (2006–?)
- John Henriksson – trummor (2006–?)

## Diskografi
Studioalbum
- God Has a Plan for Us All (2006)

EP
- Across Angry Skies (2004)